# هنر هنجارشکن
هنر هنجارشکن یا هنر مرزشکن (انگلیسی: Transgressive art) هنری‌ست که ویژگی بارزش سرپیچی از قواعد مرسوم اخلاقی و عرفی رایج است. این اصطلاح نخست در دهه ۸۰ میلادی از سوی نیک زد، در توصیف کار فیلمسازانی زیرزمینی به کار رفت که در فیلم‌هایشان از ارزش شوک و کمدی سیاه به وفور بهره می‌گرفتند؛ کارگردانانی مانند پل موریسی، جان واترز و کنت انگر که هم‌فکر و هم‌دوره نیک زد به شمار می‌رفتند.